# Khanato di Marand
Il khanato di Marand (1747-1828) è stato uno dei khanati dell'Azerbaigian storico con sede nella città di Marand. Confinava con il distretto di Gargar a nord, il Khanato del Karadagh a est, il khanato di Tabriz a sud e il khanato di Khoy a ovest.

## Storia
Il fondatore del khanato fu Mahammadrza khan. Nadir Shah divenne il sovrano di Marand dopo la morte di Girkhli-Avshar. I rappresentanti del popolo Dunbili di Khoy combattevano per il potere con i discendenti di Mir Kilinc Baba khan, originario del distretto di Yekan.

## Governanti
- Mahammadrza khan Marandi (1747–?)
- Nazarali khan Marandi (? –1828)

## Struttura amministrativa del khanato
Il khanato era diviso in distretti nei di Marand, Julfa, Zunuz e Yekan.